# Mémien Holboog
Mémien Holboog was een typetje gespeeld door Wim de Bie dat voorkwam in een 12-tal afleveringen tussen 1990 en 1992 van het programma Keek op de week van het duo Van Kooten en De Bie.
Het personage Holboog was gebaseerd op de NCRV presentatrice Legien Kromkamp en was een psycholoog en doctorandus gespecialiseerd in de ethiek. Het was een rustige en beschaafde dame van middelbare leeftijd met een kort kapsel, roze nagellak, roze lippenstift en grote roze oorbellen.
Holboog gaf in interviews beschaafd haar mening over ethische kwesties. Zo ondervroeg ze in een aflevering Hans de Mik, een man gespeeld door Van Kooten, die door zijn vrouw seksueel was misbruikt. De aanleiding voor het gesprek was dat verkrachting binnen het huwelijk toen nog niet strafbaar was; dit was pas sinds 1991 het geval. In een andere aflevering gaf ze haar mening over besnijdenis bij vrouwen.
In een aantal afleveringen had ze de eigen rubriek "Weekspreek" met als slogan "Mémien Holboog ontmoet", waar ze interviews had met bijzondere mensen en met haar gasten hun bijzondere gewoontes besprak.